# Jaccob Slavin
Jaccob Scott Slavin, född 1 maj 1994, är en amerikansk professionell ishockeyback som spelar för Carolina Hurricanes i National Hockey League (NHL). Han har tidigare spelat för Charlotte Checkers i American Hockey League (AHL); Colorado College Tigers i National Collegiate Athletic Association (NCAA) och Chicago Steel i United States Hockey League (USHL).
Slavin draftades av Carolina Hurricanes i fjärde rundan i 2012 års draft som 120:e spelare totalt.
Han är äldre bror till ishockeyforwarden Josiah Slavin, som spelar för Chicago Blackhawks i NHL.

## Statistik
| 2009–2010   | Colorado Thunderbirds U16 | T1EHL       | 3   | 0  | 0   | 0   | 2  | —  | — | —  | —  | — |
| 2010–2011   | Colorado Thunderbirds U16 | T1EHL       | 34  | 5  | 21  | 26  | 12 | —  | — | —  | —  | — |
|             | Colorado Thunderbirds U18 | T1EHL       | 15  | 1  | 0   | 1   | 0  | —  | — | —  | —  | — |
|             | Chicago Steel             | USHL        | 17  | 1  | 0   | 1   | 10 | —  | — | —  | —  | — |
| 2011–2012   | Chicago Steel             | USHL        | 60  | 3  | 27  | 30  | 12 | —  | — | —  | —  | — |
| 2012–2013   | Chicago Steel             | USHL        | 62  | 5  | 28  | 33  | 6  | —  | — | —  | —  | — |
| 2013–2014   | Colorado College Tigers   | NCAA        | 32  | 5  | 20  | 25  | 11 | —  | — | —  | —  | — |
| 2014–2015   | Colorado College Tigers   | NCAA        | 34  | 5  | 12  | 17  | 2  | —  | — | —  | —  | — |
| 2015–2016   | Carolina Hurricanes       | NHL         | 63  | 2  | 18  | 20  | 8  | —  | — | —  | —  | — |
|             | Charlotte Checkers        | AHL         | 14  | 0  | 7   | 7   | 0  | —  | — | —  | —  | — |
| 2016–2017   | Carolina Hurricanes       | NHL         | 82  | 5  | 29  | 34  | 12 | —  | — | —  | —  | — |
| 2017–2018   | Carolina Hurricanes       | NHL         | 82  | 8  | 22  | 30  | 10 | —  | — | —  | —  | — |
| 2018–2019   | Carolina Hurricanes       | NHL         | 82  | 8  | 23  | 31  | 18 | 15 | 0 | 11 | 11 | 0 |
| 2019–2020   | Carolina Hurricanes       | NHL         | 68  | 6  | 30  | 36  | 10 | 8  | 1 | 1  | 2  | 0 |
| 2020–2021   | Carolina Hurricanes       | NHL         | 52  | 3  | 12  | 15  | 2  | 8  | 1 | 5  | 6  | 0 |
| 2021–2022   | Carolina Hurricanes       | NHL         | 79  | 4  | 38  | 42  | 10 | 14 | 2 | 6  | 8  | 6 |
| 2022–2023   | Carolina Hurricanes       | NHL         | 76  | 7  | 20  | 27  | 8  | 15 | 2 | 4  | 6  | 2 |
| NHL totalt  | NHL totalt                | NHL totalt  | 584 | 43 | 192 | 235 | 78 | 60 | 6 | 27 | 33 | 8 |
| NCAA totalt | NCAA totalt               | NCAA totalt | 66  | 10 | 32  | 42  | 13 | —  | — | —  | —  | — |
| USHL totalt | USHL totalt               | USHL totalt | 139 | 9  | 55  | 64  | 28 | —  | — | —  | —  | — |

### Internationellt
| Källa: Uppdaterad: 2020-08-30 | Källa: Uppdaterad: 2020-08-30 | Källa: Uppdaterad: 2020-08-30 |               | Utv = Utvisningsminuter | Utv = Utvisningsminuter | Utv = Utvisningsminuter | Utv = Utvisningsminuter | Utv = Utvisningsminuter |
| År                            | Lag                           | Mästerskap                    | Matcher       | Mål                     | Assists                 | Poäng                   | Utv                     |                         |
| ----------------------------- | ----------------------------- | ----------------------------- | ------------- | ----------------------- | ----------------------- | ----------------------- | ----------------------- | ----------------------- |
| 2011                          | USA                           | Ivan Hlinka                   | 4             | 0                       | 0                       | 0                       | 0                       |                         |
| 2014                          | USA                           | JVM                           | 5             | 1                       | 1                       | 2                       | 0                       |                         |
| Junior totalt                 | Junior totalt                 | Junior totalt                 | Junior totalt | 9                       | 1                       | 1                       | 2                       | 0                       |